# Califatul Abbasid
Abbasizii (în arabă: العبّاسيّون Al Abbasiun, respectiv اَلْخِلَافَةُ ٱلْعَبَّاسِيَّةُ Al Khilafa Al Abbasiya - Califatul abbasid sau  الدولة العباسية Al Dawla Al Abbasiya -Statul abbasid (750 - 1258) au fost o dinastie arabă care a urmat Califatului Omeiad (661 - 750) de la Damasc. Imediat după înfrângerea Omeiazilor în 750, califul abbasid Al-Mansur (m. 775) a construit o altă capitală pentru noul califat în câmpia Mesopotamiei, la o răscruce de drumuri caravaniere, capitală pe care a numit-o Bagdad sau Madinat As-salam („Orașul Păcii”). Dinastia abbasidă, în timpul căreia civilizația islamică  a atins apogeul dezvoltării sale, a fost distrusă în 1258 de către armata hanului mongol Hulagu, nepotul lui Genghis-Han, care l-a executat pe ultimul conducător abbasid și a distrus Bagdadul din temelii.

## Caracteristici
În perioada de maximă expansiune califatul abbasid cuprindea în hotarele sale teritoriile de azi ale : Irakului, Siriei, Libanului, Israelului, Autorității Naționale Palestinene, Iordaniei, Iranului, Armeniei, Azerbaidjanului, Turkmeniei, Uzbekistanului, cea mai mare parte a Pakistanului, a Afganistanului, teritoriile Arabiei Saudite, Egiptul, Yemenului, Tunisiei, o mare parte a teritoriului Libiei și o parte a Algeriei. Teritoriile Marocului (dependent între 750-789), Spaniei și Portugaliei (dependente 6 ani între 750-756) actuale s-au desprins după mijlocul secolului al VIII-lea. Pentru o vreme au ținut de Abbasizi și Sardinia (pentru foarte scurt timp coastele, parțial ocupate în cursul anului 753 și din nou în 1015), Sicilia (827-878, ca parte a emiratului Aglabizilor) și Creta (824-961). :)
Dinastia abbasidă era descendentă din familia lui Abbas, unchiul profetului Muhammad, din clanul hașemiților koreișiți din Mecca. Primii califi din această dinastie au pus bazele unei societăți coerente din punct de vedere religios și economic. Instituțiile statale, juridice. administrative și militare ale califatului foloseau numai limba arabă care a devenit, astfel, limba oficială, limba de comunicare și limba de cultură a popoarelor musulmane. În timpul domniei Abbasizilor au avut loc puternice răscoale ale popoarelor subjugate, ale sclavilor, ale țăranilor înfeudați și ale meșteșugarilor, care au slăbit puterea califilor, limitând-o (în sec. IX-X) la orașul Bagdad și la împrejurimile lui. Din această dinastie a făcut parte califul Harun al Rașid (786-809), în timpul căruia Bagdadul a devenit centrul cultural și științific al lumii islamice. Cultura dominantă în califatul abbasid a fost arabă, persană și greacă. În această perioadă s-au dezvoltat proza și poezia arabă.

## Califii abasizi

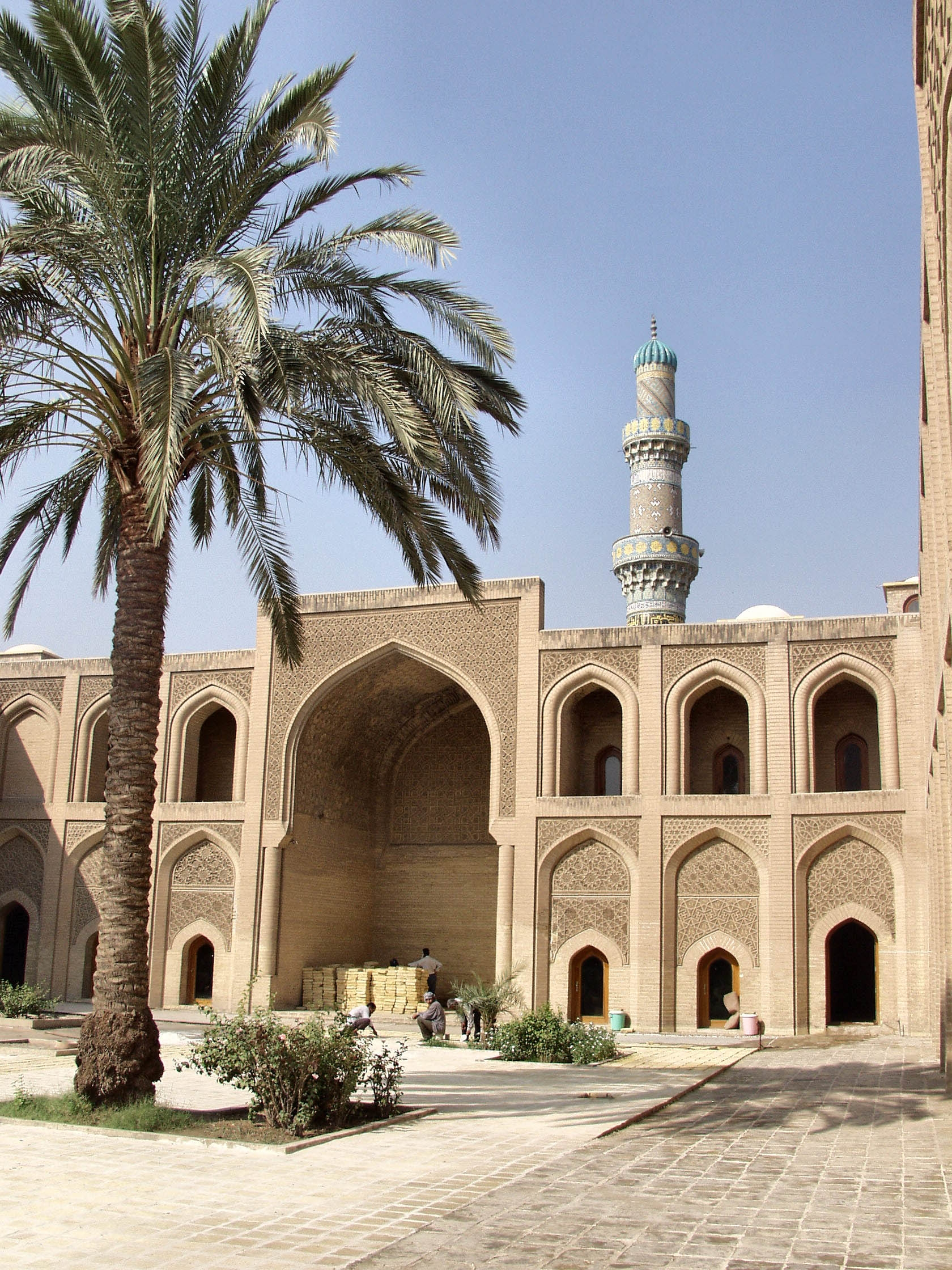
Universitatea Mustansiriyya din Bagdad

- 750-754: As-Saffah
- 754-775: Al-Mansur
- 775-785: Al-Mahdi
- 785-786: Al-Hadi
- 786-809: Harun ar-Rashid
- 809-813: Al-Amin
- 813-833: Al-Ma'mun
- 833-842: Al-Mu'tasim
- 842-847: Al-Wathiq
- 847-861: Ja`far al-Mutawakkil
- 861-862: Al-Muntasir
- 862-866: Al-Musta`in
- 866-869: Al-Mu`tazz
- 869-870: Al-Muhtadi
- 870-892: Al-Mu'tamid

- 892-902: Al-Mu'tadid
- 902-908: Al-Muktafi
- 908-932: Al-Muqtadir
- 932-934: Al-Qahir
- 934-940: Ar-Radi
- 940-944: Al-Muttaqi
- 944-946: Al-Mustakfi
- 946-974: Al-Mu'ti
- 974-991: At-Ta'i
- 991-1031: Al-Qadir
- 1031-1075: Al-Qaim
- 1075-1094: Al-Muqtadi
- 1094-1118: Al-Mustazhir
- 1118-1135: Al-Mustarshid
- 1135-1136: Ar-Rashid
- 1136-1160: Al-Muqtafi
- 1160-1170: Al-Mustanjid
- 1170-1180: Al-Mustadhi
- 1180-1225: An-Nasir
- 1225-1226: Az-Zahir
- 1226-1242: Al-Mustansir
- 1242-1258: Al-Musta'sim